# Мечеть Аль-Сахаба

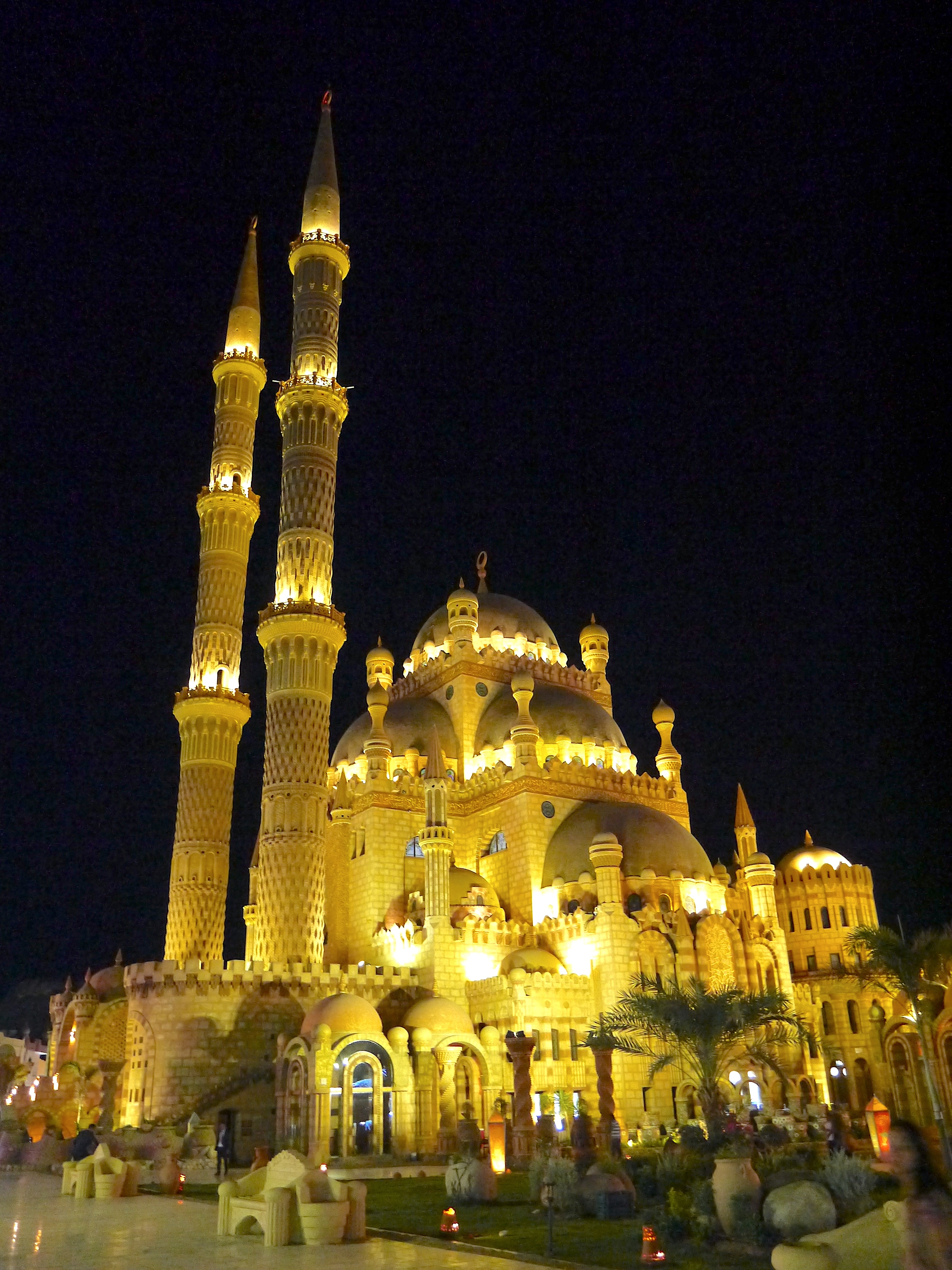
Мечеть Аль-Сахаба

Мечеть Аль-Саха́ба (араб. مسجد صحابه, роман. Masjid aṣ-Ṣaḥābah — мечеть Сподвижников Пророка) — мечеть в Старом городе в Шарм-Эш-Шейхе.
Мечеть названа в честь сподвижников и пророков Мухаммеда. Первый камень мечети был заложен 10 января 2011 года, но строительные работы были приостановлены во время революционных событий. Работа возобновилась позже в апреле того же года, а ее строительство было закончено в конце 2016 года. Открытие состоялось 24 марта 2017 года, став одной из туристических достопримечательностей города.
Мечеть построена на площади 3000 квадратных метров с двумя минаретами высотой 81 метр. Крыша мечети поднимается на 36 метров. Площадь самого здания 1800 квадратных метров и может вместить около 800 посетителей. Внутри находится коридор с двумя залами для молитв и 36 ванных комнат для омовения, а также служебные и коммерческие помещения, которые служат фондом мечети.
Стоимость мечети составляет около 30 миллионов египетских фунтов. 10 миллионов египетских фунтов было собрано за счет пожертвований; еще 10 миллионов египетских фунтов выделило правительство Ибрагима Мехляба, которое отвечало за сбор средств, а остальная часть расходов на строительство была возложена на инженерный орган вооруженных сил Египта.
Мечеть спроектирована египетским архитектором Фуадом Тауфиком Хафезом — бесплатно. Который курировал свое произведение до конца своих дней. Умер 10 ноября 2022 года в госпитале Шарм-Эль-Шейха от рака. В его честь названа улица перед въездом в Старый город.
Архитектура сочетает оттоманский и мамлюкский стили. Внутри красно-золотое ковровое покрытие, позолоченные элементы интерьера, витражная роспись под сводами купола. Мечеть вторая по величине мечеть в городе Шарм-эль-Шейх после мечети Аль-Мустафа.

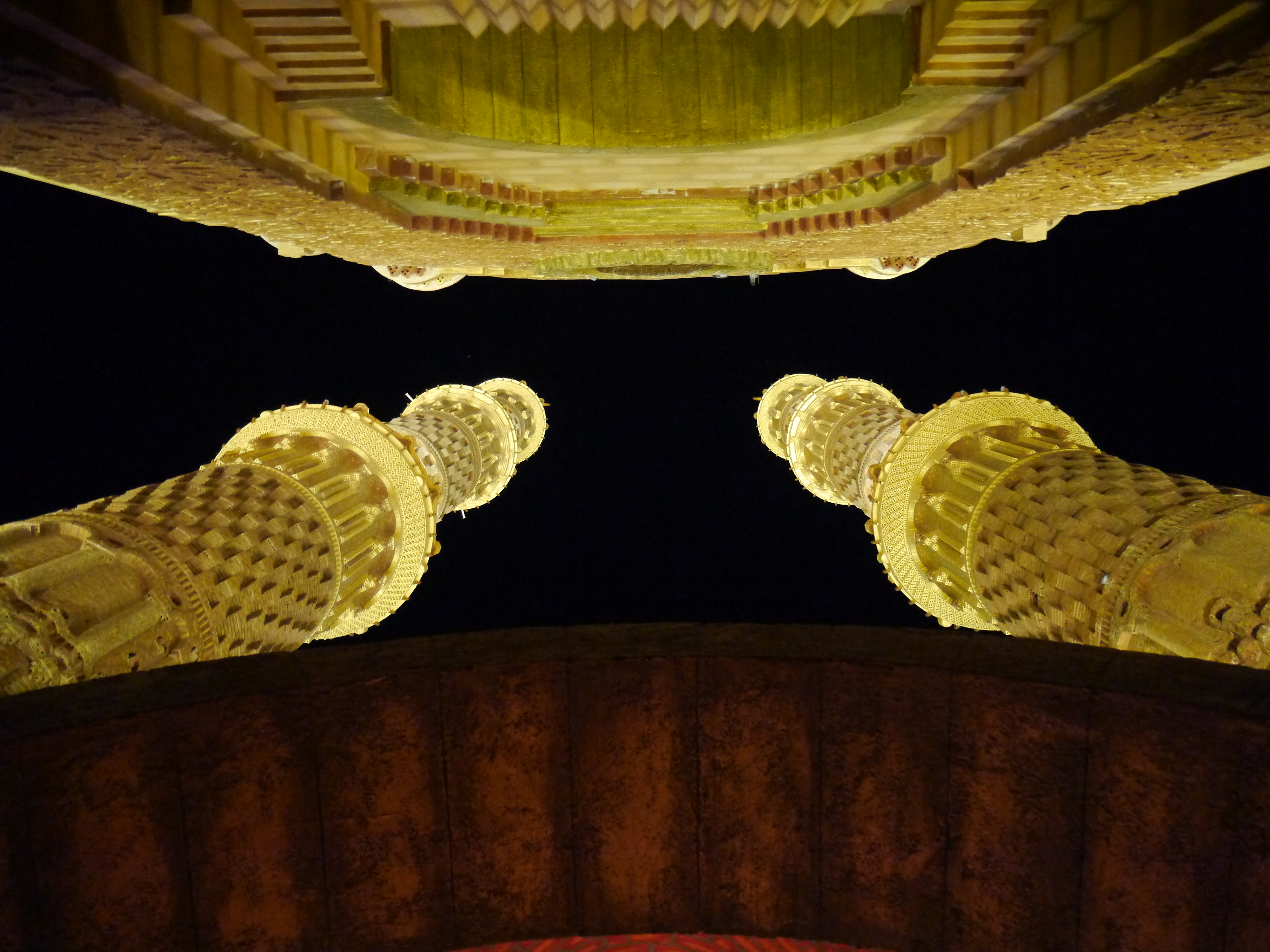
Минареты в ночной подсветке